# Donji Ribnik
Donji Ribnik (izvirno srbsko Доњи Рибник) je naselje v Srbiji, ki upravno spada pod Občino Trstenik; slednja pa je del Rasinskega upravnega okraja.

## Demografija
V naselju živi 505 polnoletnih prebivalcev, pri čemer je njihova povprečna starost 40,9 let (39,7 pri moških in 41,9 pri ženskah). Naselje ima 197 gospodinjstev, pri čemer je povprečno število članov na gospodinjstvo 3,17.
To naselje je, glede na rezultate popisa iz leta 2002, večinoma srbsko.
|  |

| Demografija | Demografija     | Demografija     |
| Leto        | Št. prebivalcev | Št. prebivalcev |
| ----------- | --------------- | --------------- |
|             |                 |                 |
|             |                 |                 |
|             |                 |                 |
|             |                 |                 |
| 1948        | 461             |                 |
| 1953        | 421             |                 |
| 1961        | 455             |                 |
| 1971        | 471             |                 |
| 1981        | 616             |                 |
| 1991        | 632             | 609             |
| 2002        | 647             | 624             |
|             |                 |                 |

| Etnična sestava po popisu iz leta 2002 | Etnična sestava po popisu iz leta 2002 | Etnična sestava po popisu iz leta 2002 | Etnična sestava po popisu iz leta 2002 | Etnična sestava po popisu iz leta 2002 |
| -------------------------------------- | -------------------------------------- | -------------------------------------- | -------------------------------------- | -------------------------------------- |
| Srbi                                   | Srbi                                   |                                        | 618                                    | 99,03%                                 |
| Hrvati                                 | Hrvati                                 |                                        | 1                                      | 0,16%                                  |
| Romuni                                 | Romuni                                 |                                        | 1                                      | 0,16%                                  |
| Muslimani                              | Muslimani                              |                                        | 1                                      | 0,16%                                  |
| Neznano                                | Neznano                                |                                        | 2                                      | 0,32%                                  |